# Enikelberg
Enikelberg (früher auch Enicklberg) ist eine Ortschaft und eine Katastralgemeinde der Gemeinde Neidling im Bezirk St. Pölten in Niederösterreich. Die Ortschaft hat 55 Einwohner (Stand 1. Jänner 2024).

## Geografie
Das Dorf im Nordwesten von Neidling ist an drei Seiten von Wald umgeben, nur nach Südosten öffnet sich der Blick auf St. Pölten. Durch den Ort führt die Landesstraße L5122. Zur Ortschaft zählt auch die Kirche Bildbuche im Dunkelsteinerwald.

## Geschichte
Laut Adressbuch von Österreich war im Jahr 1938 in Enikelberg eine Seegrashandlung ansässig.